# 에르되시-세케레시 정리

17개 점 집합에서 위쪽으로 기울어진 모서리 4개의 경로. 에르되시-세케레시 정리에 따르면 모든 점 17개의 집합에는 위 또는 아래로 기울어지는 이 길이의 경로가 존재한다. 중심점이 제거된 점 16개의 부분 집합에는 이러한 경로가 없다.

수학에서 에르되시-세케레시 정리는 주어진 {\displaystyle r}, {\displaystyle s}에 대해 길이가 {\displaystyle (r-1)(s-1)+1} 이상인 서로 다른 실수들의 수열은 길이 {\displaystyle r}의 단조 증가하는 부분수열 또는 길이 {\displaystyle s}의 단조 감소하는 부분수열을 포함한다는 정리이다. 증명은 해피 엔딩 문제를 언급한 동일한 1935년 논문에 나타났다.
에르되시-세케레시 정리는 정확히 램지의 정리의 따름정리가 되는 유한한 결과 중 하나이다. 램지의 정리를 사용하면 모든 서로 다른 실수로 이루어진 무한 수열이 단조 증가하는 무한 부분 수열 또는 단조 감소하는 무한 부분 수열을 포함한다는 것을 쉽게 증명할 수 있지만 에르되시 팔과 세케레시 죄르지가 증명한 결과는 더 나아간다.

## 예시
{\displaystyle r=3}과 {\displaystyle s=2}의 경우에 공식에 의해 세 수의 모든 순열이 길이 3의 증가하는 부분 수열 또는 길이 2의 감소하는 부분 수열을 갖는다. 숫자 1,2,3의 6가지 순열 중:
- 1,2,3은 세 수 모두로 구성된 증가하는 부분 수열을 갖는다.
- 1,3,2는 감소하는 부분 수열 3,2를 갖는다.
- 2,1,3은 감소하는 부분 수열 2,1을 갖는다.
- 2,3,1은 두 개의 감소하는 부분 수열, 2,1과 3,1을 갖는다.
- 3,1,2는 두 개의 감소하는 부분 수열 3,1과 3,2를 갖는다.
- 3,2,1은 세 개의 감소하는 부분 수열 3,2, 3,1, 2,1을 갖는다.

## 다른 해석

### 기하학적 해석
수열에 있는 수의 위치를 유클리드 평면에 있는 점의 x 좌표로 해석하고 수 자체를 y 좌표로 해석할 수 있다. 반대로 평면에 있는 모든 점에 대해 두 점이 동일한 x 좌표를 갖지 않는 한 x 좌표로 정렬된 점의 y 좌표는 수열을 형성한다. 수열과 점 집합 사이의 이러한 변환으로 에르되시-세케레시 정리는 다음과 같이 해석될 수 있다: 적어도 점 {\displaystyle rs-r-s+2}개를 갖는 모든 집합에서 양의 기울기 모서리 {\displaystyle r-1}개 또는 음의 기울기 모서리 {\displaystyle s-1}개로 이루어진 다각형 경로를 찾을 수 있다. 특히 {\displaystyle r=s}인 경우 최소한 {\displaystyle n}개의 점 집합에서 동일한 부호 기울기를 가진 최소한 {\displaystyle \left\lfloor {\sqrt {n-1}}\right\rfloor }개의 모서리를 갖는 다각형 경로를 찾을 수 있다. 예를 들어 {\displaystyle r=s=5} 을 취하면 17개 이상의 점으로 구성된 모든 집합은 모든 기울기가 동일한 부호를 갖는 모서리 4개의 경로를 갖는다.
{\displaystyle (r-1)\times (s-1)} 격자를 약간 회전시켜 이러한 경로가 포함하지 않는 점 {\displaystyle rs-r-s+1}개의 집합을 구성할 수 있고, 이는 이 경계가 정확하다는 것을 보여준다.

## 증명
에르되시-세케레시 정리는 여러 가지 방법으로 증명할 수 있다. Steele (1995)은 다음 두 가지를 포함하여 에르되시-세케레스 정리의 여섯 가지 다른 증명을 조사하였다. Steele이 조사한 다른 증명에는 에르되시와 세케레시의 원본 증명과, Blackwell (1971),  Hammersley (1972), 및 Lovász (1979)의 증명이 포함된다.

### 비둘기집 원리
길이 {\displaystyle (r-1)(s-1)+1}의 주어진 수열에 대해, 수열의 각 수 {\displaystyle n_{i}}에 {\displaystyle (a_{i},b_{i})} 쌍을 붙인다. 이때 {\displaystyle a_{i}}는 {\displaystyle n_{i}}로 끝나는 가장 긴 단조 증가 부분 수열의 길이이고 {\displaystyle b_{i}}는 {\displaystyle n_{i}}로 끝나는 가장 긴 단조 감소 부분 수열 끝의 길이이다. 수열의 서로 다른 두 수는 다른 값의 쌍이 붙는다. {\displaystyle i<j}이고 {\displaystyle n_{i}\leq n_{j}}이면 {\displaystyle a_{i}<a_{j}}이고, {\displaystyle n_{i}\geq n_{j}}이면 {\displaystyle b_{i}<b_{j}}이다. {\displaystyle a_{i}}가 {\displaystyle r}보다 작고 {\displaystyle b_{i}}가 {\displaystyle s}보다 작은 쌍은 많아야 {\displaystyle (r-1)(s-1)}개 존재한다. 따라서 비둘기집 원리에 의해 {\displaystyle a_{i}} 또는 {\displaystyle b_{i}}가 범위 바깥에 있는 {\displaystyle i}값이 존재한다. {\displaystyle a_{i}}가 범위를 벗어나면 {\displaystyle n_{i}}는 길이 {\displaystyle r} 이상인 증가 부분 수열의 일부이고, {\displaystyle b_{i}}가 범위를 벗어나면 {\displaystyle n_{i}}는 길이 {\displaystyle s} 이상인 감소 부분 수열의 일부이다.
스틸은 Seidenberg (1959)의 한 쪽 짜리 논문을 그가 조사한 증명 중 "가장 매끄럽고 체계적인" 증명으로 인정했다.

## 같이 보기
- 최장 증가 부분 수열 문제